# Raketový útok na Vinnycju
Raketový útok na Vinnycju provedly Ozbrojené síly Ruské federace 14. července 2022 po 10. hodině místního času v průběhu ruské invaze na Ukrajinu. Jeho následkem zahynulo 23 osob, včetně 3 dětí, a více než 100 bylo raněno.

## Průběh
14. července 2022 okolo 10. hodiny v místě zazněl poplach a v 10:42 se rozšíříly zprávy o třech explozích. Podle vyjádření ukrajinských představitelů Ozbrojené síly Ruské federace odpálily z ponorky v Černém moři čtyři řízené střely s plochou dráhou letu Kalibr, z nichž dvě se ukrajinské protivzdušné obraně podařilo sestřelit, ale dvě zbývající zasáhly civilní budovy, včetně zdravotnického zařízení, obchodů, kanceláří a obytných prostor v centru Vinnycje. Místní představitelé upozorňují na to, že tento typ střel se vyznačuje vysokou přesností, což znamená, že tyto cíle byly zvoleny úmyslně.

## Reakce
15. červenec byl vyhlášen dnem smutku ve Vinnycji i Vinnycké oblasti.

## Galerie

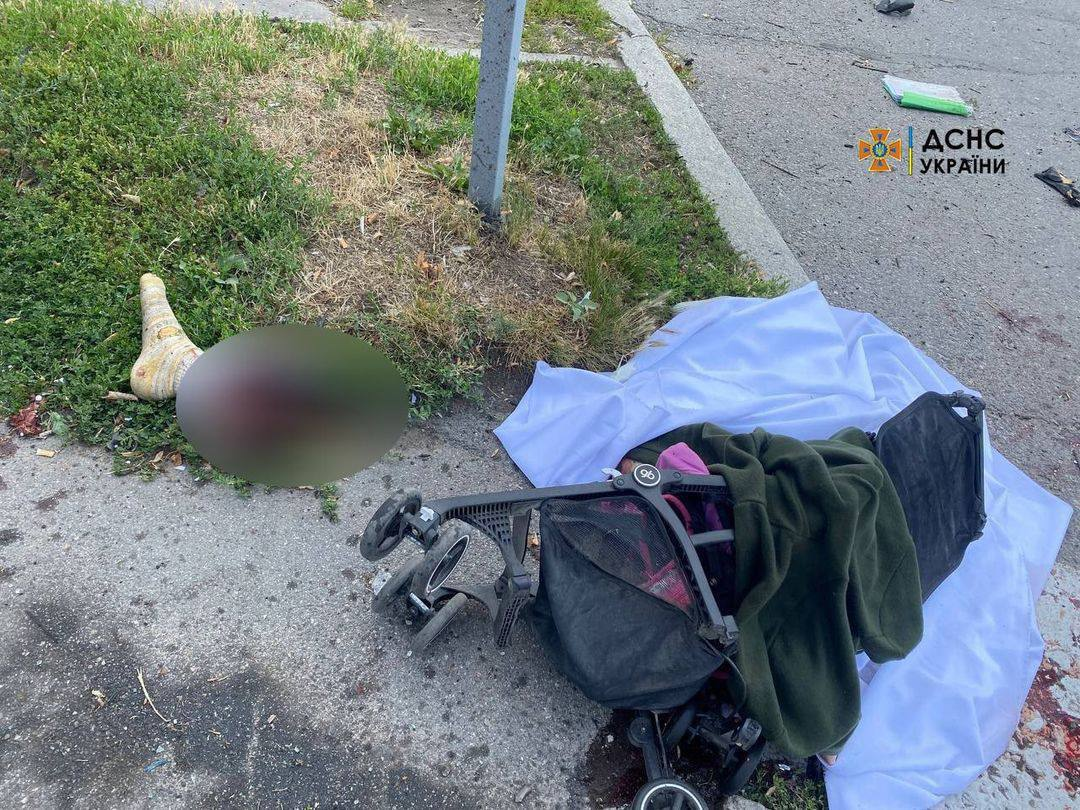
Dětský kočárek a části těla matky
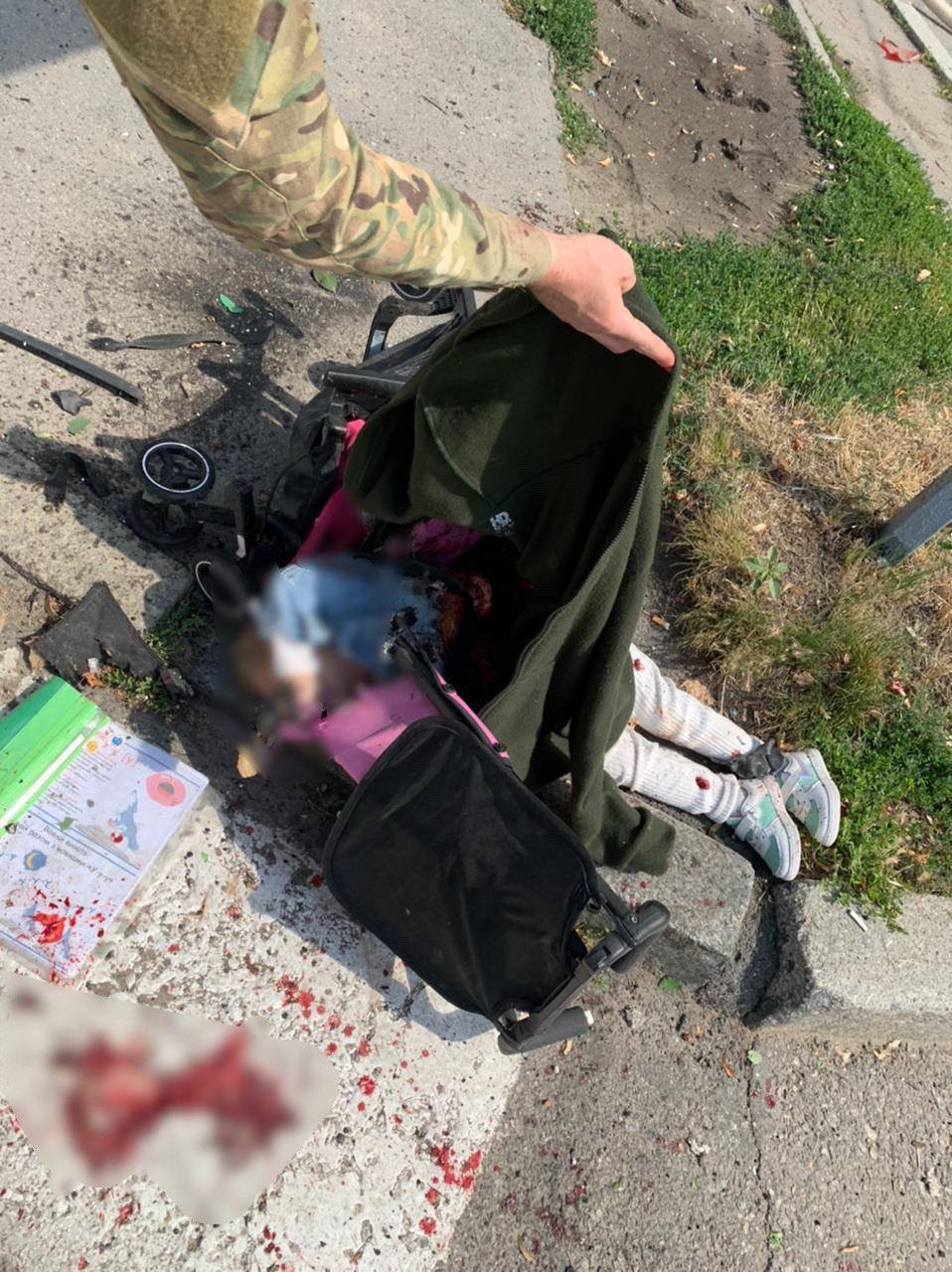
Tělo dítěte zabitého Rusy
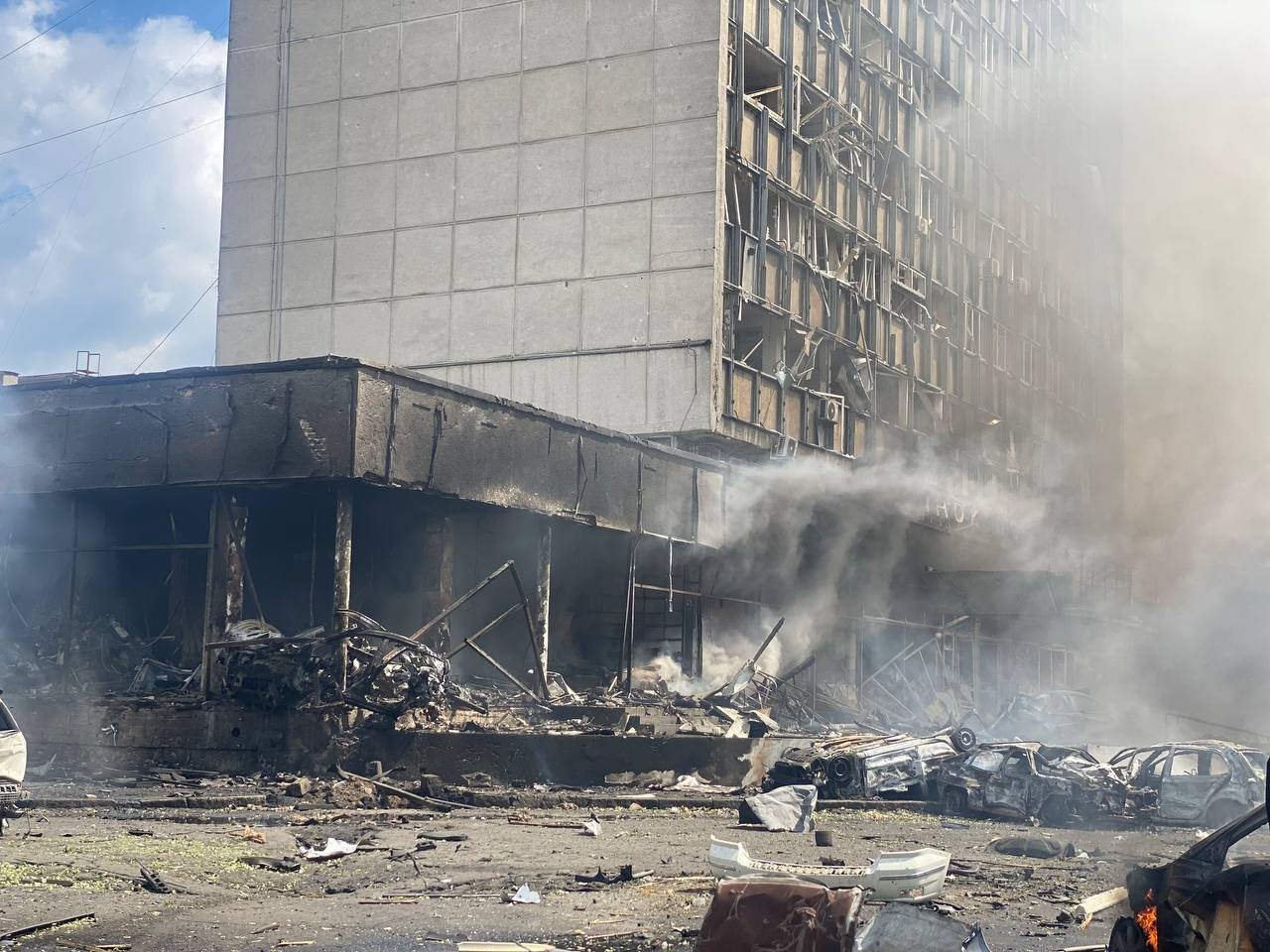
Budova po útoku